# چارلز دایرز
چارلز دایرز (انگلیسی: Charles Diers؛ زادهٔ ۶ ژوئن ۱۹۸۱) بازیکن فوتبال اهل فرانسه است.
از باشگاه‌هایی که در آن بازی کرده‌است می‌توان به باشگاه فوتبال کلرمون فوت، باشگاه فوتبال لیل، باشگاه فوتبال دیژون، و باشگاه فوتبال آنژه اشاره کرد.